# 伯姬 (晋成公女)
伯姬，春秋中叶女性人物，晋成公的女儿，晋景公的姐姐。
春秋时期，周天子和诸侯经常和北狄通婚，晋国紧邻北狄，前627年，晋国先轸在箕（今山西省蒲县东北）击败白狄，之后晋国与赤狄潞氏通婚，晋成公把女儿伯姬嫁给了潞子婴儿。前7世纪末，北狄部落联盟瓦解，赤狄和晋国的关系重新紧张，赤狄内乱中，潞氏国相酆舒执政以后将伯姬杀害。